# 玛瑙湖
玛瑙湖是一个位于中国内蒙古额济纳旗的湖泊，面积约为6平方千米。